# Sommer-Paralympics 2016/Teilnehmer (Belarus)
| stlisierte Goldmedaille | stlisierte Silbermedaille | stlisierte Bronzemedaille |
| ----------------------- | ------------------------- | ------------------------- |
| 8                       | —                         | 2                         |

Belarus entsandte zwanzig Athleten zu den Paralympischen Sommerspielen 2016 in Rio de Janeiro (7. bis 18. September). Die zehn Männer und zehn Frauen traten in fünf Disziplinen an. Fahnenträger der belarussischen Mannschaft war der Leichtathlet Aliaksandr Tryputs. Mit dem Schwimmer Ihar Boki, der sechs Wettkämpfe gewann und einmal Dritter wurde, stellte Belarus den erfolgreichsten Athleten der Paralympics.

## Medaillen

### Medaillenspiegel
| Medaillenspiegel Belarus |                  |                              |                           |                           |        |
| Platz                    | Sportart         | Goldmedaille – Olympiasieger | Silbermedaille – 2. Platz | Bronzemedaille – 3. Platz | Gesamt |
| 01                       | Schwimmen        | 7                            | 0                         | 1                         | 8      |
| 02                       | Rollstuhlfechten | 1                            | 0                         | 0                         | 1      |
| 03                       | Leichtathletik   | 0                            | 0                         | 1                         | 1      |
| Total                    | Total            | 8                            | 0                         | 2                         | 10     |

### Medaillengewinner
Gold
| Name             | Sportart         | Wettkampf               |
| ---------------- | ---------------- | ----------------------- |
| Ihar Boki        | Schwimmen        | 50 m Freistil S13       |
| Ihar Boki        | Schwimmen        | 100 m Freistil S13      |
| Ihar Boki        | Schwimmen        | 400 m Freistil S13      |
| Ihar Boki        | Schwimmen        | 100 m Rücken S13        |
| Ihar Boki        | Schwimmen        | 100 m Schmetterling S13 |
| Ihar Boki        | Schwimmen        | 200 m Lagen SM13        |
| Uladsimir Isotau | Schwimmen        | 100 m Rücken SB12       |
| Andrei Pranevich | Rollstuhlfechten | Degen B                 |

 Silber
 Bronze
| Name               | Sportart       | Wettkampf         |
| ------------------ | -------------- | ----------------- |
| Aliaksandr Tryputs | Leichtathletik | Speerwurf F54     |
| Ihar Boki          | Schwimmen      | 100 m Rücken SB13 |

## Teilnehmer nach Sportarten

### Judo
| Frauen            |                   |                 |       |                   |               |                   |               |                                |               |               |
| Arina Kachan      | Klasse über 70 kg | –               | –     | Christella Garcia | 101:0         | Khayitjon Alimova | 0s1:100s3     | Kampf um Platz 3: Mesme Taşbağ | 0s3:0s1       | 5             |
| Männer            |                   |                 |       |                   |               |                   |               |                                |               |               |
| Aliaksandr Kazlou | Klasse bis 81 kg  | Rovshan Safarov | 0:110 | ausgeschieden     | ausgeschieden | ausgeschieden     | ausgeschieden | ausgeschieden                  | ausgeschieden | ausgeschieden |

### Leichtathletik
| Athleten           | Wettbewerb      | Vorlauf/Vorkampf | Vorlauf/Vorkampf | Halbfinale | Halbfinale | Finale     | Finale | Rang   |
| Athleten           | Wettbewerb      | Zeit/Weite       | Rang             | Zeit/Weite | Rang       | Zeit/Weite | Rang   | Rang   |
| ------------------ | --------------- | ---------------- | ---------------- | ---------- | ---------- | ---------- | ------ | ------ |
| Frauen             |                 |                  |                  |            |            |            |        |        |
| Anna Kaniuk        | Weitsprung T12  | –                | –                | –          | –          | 5,45 m     | 5      | 5      |
| Tamara Sivakova    | Kugelstoßen T12 | –                | –                | –          | –          | 11,24 m    | 6      | 6      |
| Männer             |                 |                  |                  |            |            |            |        |        |
| Siarhei Burdukou   | Weitsprung T12  | –                | –                | –          | –          | 6,98 m     | 5      | 5      |
| Andrei Mukha       | Speerwurf F12   | –                | –                | –          | –          | 56,32 m    | 7      | 7      |
| Aliaksandr Subota  | Weitsprung T47  | –                | –                | –          | –          | 5,88 m     | 14     | 14     |
| Aliaksandr Subota  | Speerwurf F46   | –                | –                | –          | –          | 44,75 m    | 11     | 11     |
| Aliaksandr Tryputs | Speerwurf F54   | –                | –                | –          | –          | 23,56 m    | 3      | Bronze |

### Pararudern
| Athleten         | Wettbewerb            | Vorlauf     | Vorlauf | Vorlauf           | Hoffnungslauf | Hoffnungslauf | Hoffnungslauf     | Finale      | Finale | Rang |
| Athleten         | Wettbewerb            | Zeit        | Rang    | Qualifikation für | Zeit          | Rang          | Qualifikation für | Zeit        | Rang   | Rang |
| ---------------- | --------------------- | ----------- | ------- | ----------------- | ------------- | ------------- | ----------------- | ----------- | ------ | ---- |
| Frauen           |                       |             |         |                   |               |               |                   |             |        |      |
| Liudmila Vauchok | Einer 1000 Meter (AS) | 5:44,98 min | 3       | Hoffnungslauf     | 5:45,38 min   | 2             | A-Finale          | 5:34,16 min | 5      | 5    |

### Rollstuhlfechten
| Athleten                                                   | Wettbewerb                 | Gruppenphase             | Gruppenphase | Gruppenphase        | Gruppenphase | Gruppenphase  | Gruppenphase | Gruppenphase     | Gruppenphase | Gruppenphase        | Gruppenphase | Rang | Viertelfinale      | Viertelfinale | Halbfinale    | Halbfinale    | Finale                      | Finale        | Rang          |
| Athleten                                                   | Wettbewerb                 | Gegner                   | Ergebnis     | Gegner              | Ergebnis     | Gegner        | Ergebnis     | Gegner           | Ergebnis     | Gegner              | Ergebnis     | Rang | Gegner             | Ergebnis      | Gegner        | Ergebnis      | Gegner                      | Ergebnis      | Rang          |
| ---------------------------------------------------------- | -------------------------- | ------------------------ | ------------ | ------------------- | ------------ | ------------- | ------------ | ---------------- | ------------ | ------------------- | ------------ | ---- | ------------------ | ------------- | ------------- | ------------- | --------------------------- | ------------- | ------------- |
| Frauen                                                     |                            |                          |              |                     |              |               |              |                  |              |                     |              |      |                    |               |               |               |                             |               |               |
| Aliona Halkina                                             | Florett A                  | Andreea Mogoș            | 5:4          | Ng Justine Charissa | 3:5          | Rong Jing     | 2:5          | Delphine Bernard | 1:5          | Éva Andrea Hajmási  | 1:5          | 6    | ausgeschieden      | ausgeschieden | ausgeschieden | ausgeschieden | ausgeschieden               | ausgeschieden | ausgeschieden |
| Aliona Halkina                                             | Degen A                    | Lauryn Deluca            | 5:3          | Renata Burdon       | 5:1          | Zou Xufeng    | 3:5          | Gemma Collis     | 5:4          | Zsuzsanna Krajnyák  | 5:4          | 3    | Zsuzsanna Krajnyák | 12:15         | ausgeschieden | ausgeschieden | ausgeschieden               | ausgeschieden | 5             |
| Anastasiya Kastsiuchkova                                   | Degen B                    | Alesia Makrytskaya       | 1:5          | Chan Yui Chong      | 5:2          | Gyöngyi Dani  | 5:0          | Saysunee Jana    | 5:2          | Zhou Jingjing       | 5:4          | 1    | Zhou Jingjing      | 4:15          | ausgeschieden | ausgeschieden | ausgeschieden               | ausgeschieden | 5             |
| Alesia Makrytskaya                                         | Florett B                  | Beatrice Vio             | 0:5          | Irma Khetsuriani    | 5:2          | Briese-Bätke  | 5:3          | Chung Yuen Ping  | 5:0          | Yao Fang            | 0:5          | 3    | Yao Fang           | 11:15         | ausgeschieden | ausgeschieden | ausgeschieden               | ausgeschieden | 5             |
| Alesia Makrytskaya                                         | Degen B                    | Anastasiya Kastsiuchkova | 5:1          | Gyöngyi Dani        | 5:4          | Saysunee Jana | 2:5          | Zhou Jingjing    | 4:5          | Chan Yui Chong      | 2:5          | 5    | Briese-Bätke       | 9:15          | ausgeschieden | ausgeschieden | ausgeschieden               | ausgeschieden | 5             |
| Aliona Halkina Anastasiya Kastsiuchkova Alesia Makrytskaya | Mannschaft Florett (offen) | Ungarn                   | 23:45        | Volksrepublik China | 11:45        | –             | –            | –                | –            | –                   | –            | 3    | –                  | –             | –             | –             | Kampf um Platz 5: Brasilien | 45:27         | 5             |
| Aliona Halkina Anastasiya Kastsiuchkova Alesia Makrytskaya | Mannschaft Degen (offen)   | Ungarn                   | 35:45        | Volksrepublik China | 29:45        | –             | –            | –                | –            | –                   | –            | 3    | –                  | –             | –             | –             | Kampf um Platz 5: Brasilien | 45:29         | 5             |
| Männer                                                     |                            |                          |              |                     |              |               |              |                  |              |                     |              |      |                    |               |               |               |                             |               |               |
| Martyn Kavalenia                                           | Florett A                  | Damien Tokatlian         | 1:5          | Dariusz Pender      | 1:5          | Chan Wing Kin | 3:5          | Sun Gang         | 0:5          | Emanuele Lambertini | 3:5          | 6    | ausgeschieden      | ausgeschieden | ausgeschieden | ausgeschieden | ausgeschieden               | ausgeschieden | ausgeschieden |
| Andrei Pranevich                                           | Degen B                    | Yannick Ifebe            | 5:1          | Dimitri Coutya      | 4:5          | Tam Chik Sum  | 4:5          | Oleg Naumenko    | 3:5          | –                   | –            | 4    | Dimitri Coutya     | 15:13         | Oleg Naumenko | 15:8          | Ammar Ali                   | 15:14         | Gold          |

### Schwimmen
| Athleten                 | Wettbewerb              | Vorlauf     | Vorlauf | Finale        | Finale        | Rang   |
| Athleten                 | Wettbewerb              | Zeit        | Rang    | Zeit          | Rang          | Rang   |
| ------------------------ | ----------------------- | ----------- | ------- | ------------- | ------------- | ------ |
| Frauen                   |                         |             |         |               |               |        |
| Natalia Shavel           | 50 m Rücken S5          | 50,36 s     | 7       | 50,41 s       | 8             | 8      |
| Natalia Shavel           | 100 m Rücken SB4        | 2:02,11 min | 5       | 2:00,71 min   | 5             | 5      |
| Natalia Shavel           | 50 m Schmetterling S5   | 49,78 s     | 5       | 47,55 s       | 7             | 7      |
| Natalia Shavel           | 200 m Lagen SM5         | 3:31,11 min | 5       | 3:39,61 min   | 4             | 4      |
| Aliaksandra Svadkouskaya | 50 m Freistil S10       | 30,52 s     | 17      | ausgeschieden | ausgeschieden | 17     |
| Aliaksandra Svadkouskaya | 100 m Rücken SB9        | 1:27,08 min | 8       | 1:25,74       | 8             | 8      |
| Anastasiya Zudzilava     | 100 m Rücken S13        | 1:15,72 min | 8       | 1:16,32 min   | 8             | 8      |
| Anastasiya Zudzilava     | 100 m Rücken SB13       | 1:20,01 min | 8       | 1:19,79 min   | 7             | 7      |
| Anastasiya Zudzilava     | 200 m Lagen SM13        | 2:44,78 min | 13      | ausgeschieden | ausgeschieden | 13     |
| Männer                   |                         |             |         |               |               |        |
| Ihar Boki                | 50 m Freistil S13       | 23,73 s     | 1       | 23,44 s       | 1             | Gold   |
| Ihar Boki                | 100 m Freistil S13      | 51,45 s     | 1       | 50,90 s       | 1             | Gold   |
| Ihar Boki                | 400 m Freistil S13      | 4:02,23 min | 1       | 3:55,62 min   | 1             | Gold   |
| Ihar Boki                | 100 m Rücken S13        | 56,82 s     | 1       | 56,68 s       | 1             | Gold   |
| Ihar Boki                | 100 m Rücken SB13       | 1:06,79 min | 3       | 1:06,71 min   | 3             | Bronze |
| Ihar Boki                | 100 m Schmetterling S13 | 54,54 s     | 1       | 53,85 s       | 1             | Gold   |
| Ihar Boki                | 200 m Lagen SM13        | 2:06,13 min | 1       | 2:04,02 min   | 1             | Gold   |
| Uladsimir Isotau         | 50 m Freistil S12       | 25,69 s     | 11      | ausgeschieden | ausgeschieden | 11     |
| Uladsimir Isotau         | 100 m Rücken SB12       | 1:07,52 min | 1       | 1:06,82 min   | 1             | Gold   |
| Hryhory Zudzilau         | 50 m Freistil S11       | 27,11 s     | 5       | 27,02 s       | 5             | 5      |
| Hryhory Zudzilau         | 100 m Freistil S11      | 1:00,27 min | 4       | 1:00,21 min   | 6             | 6      |
| Hryhory Zudzilau         | 100 m Rücken S11        | 1:14,39 min | 9       | ausgeschieden | ausgeschieden | 9      |
| Hryhory Zudzilau         | 100 m Schmetterling S11 | –           | –       | 1:08,64 min   | 6             | 6      |
| Hryhory Zudzilau         | 200 m Lagen SM11        | 2:34,53 min | 3       | 2:30,72 min   | 5             | 5      |